# جيري لويس (لاعب كرة قدم)
جيري لويس (بالإنجليزية: Jerry Louis)‏ (12 فبراير 1978 ببورت لويس في موريشيوس - ) هو لاعب كرة قدم موريشيوسي في مركز الوسط. شارك مع منتخب موريشيوس لكرة القدم. أما مع النوادي، فقد لعب مع Curepipe Starlight SC ‏ وسان دوني ‏ وFC Avirons ‏.

## وصلات خارجية
- جيري لويس على موقع قاعدة بيانات كرة القدم.إي يو (الإنجليزية)
- جيري لويس على موقع ناشيونال فوتبول تيمز (الإنجليزية)